# 토마스주의
토미즘 혹은 토마스주의(thomisme)는 성 토마스 아퀴나스에 영향을 받은 철학·신학적 사유 학파로, 주로 철학적 실재론으로 이루어진다. 토미즘은 시기와 상황에 따라 여러 형태를 취해 왔으며, 형식상에 있어서 크든 작든 교회가 요구하는 진정한 박사논문에서 멀어져 갔는데, 그 중 몇몇은 극히 자유로운 해석을 추구한 한편, 다른 이들은 신학대전을 글자 그대로 보존하는 것에 만족했다. 르네 데카르트, 존 로크, 고트프리트 빌헬름 라이프니츠와 이후의 이마누엘 칸트와 같은 근대 대부분의 철학자들은 직간접적으로 당대 토미즘의 형태와 대화했다.
신토마스주의라고도 불리는 토미즘의 부흥은 20세기 초반부터 전개되었다. 오늘날 토마스 아퀴나스의 사유와 연관을 지니는 사유가들은 토미즘을 놀랍도록 기운찬 철학·신학적 흐름으로 만들었다. 토마스 아퀴나스에 대한 현 해석은 주로 동시대의 관점을 포함한다.
토마지앵(thomasien)이라는 용어는 말 그대로 성 토마스 본인의 사유에 적용된다.

## 같이 보기
- 앨러스터 매킨타이어
- 법치주의